# Platagarista tetrapleura
Platagarista tetrapleura är en fjärilsart som beskrevs av Edward Meyrick 1891. Platagarista tetrapleura ingår i släktet Platagarista och familjen nattflyn. Inga underarter finns listade i Catalogue of Life.